# Albert Werunsky

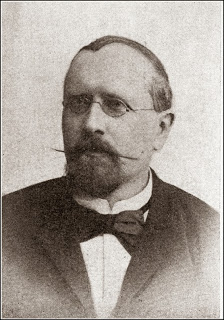
Albert Werunsky

Albert Werunsky (* 13. März 1844 in Mies; † 29. Dezember 1915) war ein böhmischer Advokat, Politiker, Hochschulprofessor und Person des böhmischen und österreichischen gewerblichen Genossenschaftswesens.

## Leben
Der Sohn des Oberlandesgerichtsrats Josef Werunsky (gest. 1879) und der Marie Werunsky, geb. dʼElseaux, war der ältere Bruder des Historikers Emil Werunsky (1850–1942).  
1873 begann er seine berufliche Tätigkeit als Advokat in Prag. Er wurde 1881 als Mitglied der Fortschrittspartei in den Böhmischen Landtag gewählt und übernahm dort 1898 den Vorsitz. 
Von 1892 bis 1912 war er Vorsitzender des Gesamtausschusses des Allgemeinen Verbandes der auf Selbsthilfe beruhenden Erwerbs- und Wirtschaftsgenossenschaften in Österreich (seit 1930 Österreichischer Genossenschaftsverband, ÖGV), von 1894 bis 1915 Präsident des Spar- und Kreditvereins in Smíchov und von 1891 bis 1915 Leiter des Verbandes der deutschen Vorschussvereine in Böhmen. 
Seine Lehrtätigkeit umfasste insbesondere die Professur an der Technischen Hochschule Prag. Er war Mitglied des Landesschulrates und Mitglied der staatswissenschaftlichen Staats-Prüfungs-Kommission. An der Prager Handelsakademie unterrichtete er Nationalökonomie sowie Handels- und Wechselrecht.